# Suluk
Suluk (en rus: Сулук) és un poble (un possiólok) del krai de Khabàrovsk, a Rússia, que el 2012 tenia 690 habitant. Pertany al districte rural de Verkhnebureïnski.